# Фріц Лабанд
Фріц Лабанд (нім. Fritz Laband; 1 листопада 1925, Гінденбург — 3 січня 1982, Гамбург) — західнонімецький футболіст. На полі виконував функції правого захисника, відрізнявся атлетизмом, потужністю і грамотними підключеннями до атак.
Виступав, зокрема, за «Гамбург» та, а також національну збірну ФРН, у складі якої став чемпіоном світу 1954 року.

## Клубна кар'єра
Народився у німецькому місті Гінденбург (нині — Забже, Польща) і до війни грав у футбол в місцевих клубах Reichsbahn SV Hindenburg (1936—1937), Hindenburg 09 (1938—1943) та Preußen Hindenburg (1943—1945).
Після завершення Другої світової війни, 1945 року, його рідне місто відійшло до Польщі, після чого Лабанд став виступати за клуб «Анкер Вісмар», в якому провів п'ять сезонів.
Своєю грою за цю команду привернув увагу представників тренерського штабу «Гамбурга», до складу якого приєднався 1950 року. Відіграв за гамбурзький клуб наступні шість сезонів своєї ігрової кар'єри. Більшість часу, проведеного у складі «Гамбурга», був основним гравцем захисту команди.
Завершив професійну ігрову кар'єру у «Вердері», за який виступав протягом 1956—1957 років.

## Виступи за збірну
1954 року дебютував в офіційних матчах у складі національної збірної Німеччини, за два місяці до чемпіонату світу 1954 року у Швейцарії. Безпосередньо в ході «мундіалю» виходив на поле у трьох матчах, проте у півфінальній та фінальній іграх участі не брав, тренер збірної Зепп Гербергер волів виставити на ці ігри Йозефа Позіпаля, який відновився від отриманої у попередніх іграх чемпіонату травми.
Помер 3 січня 1982 року на 57-му році життя у місті Гамбург.

## Титули і досягнення
- Чемпіон світу: 1954